# Myotis longipes
Myotis longipes — вид рукокрилих роду Нічниця (Myotis).

## Поширення, поведінка
Проживання: Афганістан, Китай, Індія, Непал. Зареєстрований на висотах від 300 до 2000 м над рівнем моря. Лаштує сідала у великих колоніях в тисячі осіб в печерах, тріщинах і щілинах в старих покинутих будівлях, старих тунелях та підземних каналах в первинних або вторинних лісах. Полює над поверхнею води.